# Università dell'eSwatini
L'Università dell'eSwatini (o UNESWA; precedentemente nota come Università dello Swaziland, o UNISWA) è l'università nazionale dell'eSwatini.
È stata istituita con atto del parlamento nel 1982 ed è l'unione dell'Università del Botswana, Lesotho e Swaziland (UBLS), fondata nel 1964.
L'università ha otto facoltà, che si trovano nei tre campus dell'istituto. Il campus di Luyengo ospita le facoltà di agricoltura e scienze dei consumatori, il campus di Mbabane è la sede della facoltà di scienze della salute e il campus di Kwaluseni è invece il campus principale. Ci sono alcuni programmi post laurea tra cui due dottorati di ricerca.
Il capo dell'università è detto "Cancelliere", il quale è anche il Re del paese, ora Mswati III. Nonostante ciò l'autorità diretta la possiede il Vice Cancelliere, il Professor Justice Thwala. L'università pubblica anche vari giornali riguardanti le materie scolastiche e la scuola come: l'UNISWA Research Journal of Agriculture, Science and Technology e l'UNISWA Research Journal.

## Storia
L'istruzione nell'eSwatini iniziò con l'istituzione dell'Università di Basutoland, Bechuanaland e Swaziland nel 1964. Fu solo dopo la scissione di quest'a università nel 1982 che  l'Università dello Swaziland (UNISWA) fu finalmente costituita. Lo Swaziland Agricultural College and University Centre, nato nel 1966, si era sviluppato in modo indipendente e ora costituisce la Facoltà di Agraria dell'UNESWA ed è situato nel campus dell'università di Luyengo.
Ci sono altri due campus che, come Luyengo, sono situati nella zona centro-occidentale del Paese. Il campus principale e il più antico è a Kwaluseni, finanziato congiuntamente da Regno Unito, Stati Uniti, Canada, dall'Anglo American Corporation e dal governo del paese. Il campus ospita le facoltà di commercio, istruzione, scienze umane e scienze della salute. Il campus di Mbabane ospita per l'appunto quest'ultima. Dall'istituto sono offerti certificati, diplomi e corsi di laurea di infermieristica generale e specializzata, scienze della salute mentale e di comunità e servizi di salute ambientale.
Da quando ha ottenuto il pieno status di università nei primi anni '80, l'UNESWA è cresciuta in conformità con il suo mandato principale, che è quello di aiutare lo sforzo di sviluppo nazionale attraverso la produzione di manodopera. La "produzione" di insegnanti, infermieri ed esperti di agricoltura è aumentata costantemente, mentre le lauree magistrali a doppia materia offerte sia in discipline umanistiche che in scienze sono state progettate solamente per fornire agli insegnanti più di una specialità.
Il programma di ingegneria elettronica offerto dalla Facoltà di Scienze e Ingegneria riflette la necessità di sviluppare rapidamente le competenze scientifiche e tecnologiche all'interno del paese.

## Amministrazione
L'Università dell'eSwatini è governata dal Consiglio dell'Università nominato dal Rettore. Il rettore dell'università è Sua Maestà il re. In tale veste conferisce tutti i titoli di studio durante la cerimonia di laurea dell'Università. La gestione quotidiana dell'Ateneo spetta al Rettore affiancato dal Pro Rettore. Entrambi sono nominati dal Consiglio dell'Università e sono responsabili nei suoi confronti. Il vicerettore è il professor JM Thwala. Inoltre c'è anche un Senato universitario, responsabile dell'autorità accademica dell'università, il quale è presieduto dal Vice Cancelliere. Le Facoltà dell'Ateneo sono rette dai Presidi, i quali sono anche presidenti dei rispettivi Consigli di Facoltà.
Gli studenti sono rappresentati dal Consiglio di rappresentanza studentesca, che fa conto allo Student Welfare Office, gestito dal Dean of Student Affairs. Le questioni relative agli alloggi e alle residenze studentesche nei campus sono di competenza del direttore presso l'Ufficio per l'Assistenza degli Studenti.

## Campus
I tre campus si trovano nel raggio di 40 chilometri l'uno dall'altro:
- Il campus di Kwaluseni è il campus principale, con le facoltà di commercio, scienze umane, istruzione e scienze.
- Il campus di Luyengo era in precedenza lo Swaziland Agricultural College and University Center (SACUC), ed è la sede della facoltà di agricoltura e scienze del consumo .
- Il campus di Mbabane era in precedenza l'Istituto di scienze della salute dello Swaziland ed è la sede della facoltà di scienze della salute appunto; comprende una scuola per diventare infermieri, un programma di ostetricia e un programma di studi ambientali.

## Facoltà
L'università è divisa nelle facoltà di agricoltura, scienze del consumo, scienze della salute, istruzione, scienze umane, commercio, scienze e ingegneria e scienze sociali. C'è anche l'Institute of Distance Education (IDE) che è responsabile di tutta l'istruzione a distanza. L'Istituto di studi post laurea è responsabile dei programmi a livello di master e dottorato. L'università è anche la sede della più grande biblioteca dell'eSwatini. La biblioteca ha filiali in tutti e tre i campus, ma quella principale e più grande si trova a Kwaluseni, il campus principale.

### Facoltà di Agraria
La facoltà si trova nel campus di Luyengo, tra Malkerns e Bhunya. Ospita i dipartimenti di agricoltura e ingegneria dei biosistemi, economia e gestione agraria, educazione e divulgazione agraria, scienze animali, scienze del consumo, produzione agricola e orticoltura. La facoltà offre corsi di laurea in ingegneria agraria e dei biosistemi, economia agraria e gestione agroalimentare e agronomia.

### Facoltà di Commercio
La facoltà si trova nel campus principale di Kwaluseni.  Ha due dipartimenti, cioè i dipartimenti di contabilità e amministrazione aziendale e offre solo corsi di laurea. La facoltà offre anche un corso di Diploma in Commercio.

### Facoltà di Scienze del Consumo
La facoltà si trova presso il campus di Luyengo ed è composta dai seguenti dipartimenti:
- Educazione alla scienza dei consumatori e sviluppo della comunità (CED)
- Scienze degli alimenti e della nutrizione (NFS)
- Design di tessuti e abbigliamento (TAD)

La facoltà offre diplomi a livello universitario ( B.Sc. ) e post laurea ( M.Sc. ).

### Facoltà di Scienze della Formazione
Tale facoltà si trova presso il campus Kwaluseni e ha i seguenti dipartimenti accademici:
- Curriculum e insegnamento
- Fondamenti educativi e gestione
- Formazione in servizio
- Istruzione elementare
- Certificato post laurea in educazione (PGCE)
- Educazione pedagogica[10]

### Facoltà di Scienze della Salute
La facoltà si trova presso il campus di Mbabane e ha i seguenti dipartimenti accademici:
- Scienze infermieristiche della salute di comunità
- Scienze della salute ambientale
- Infermieristica generale
- Ostetricia

La facoltà offre solo corsi di laurea in infermieristica e salute ambientale.

### Facoltà di Lettere e Filosofia
La facoltà ha i seguenti dipartimenti: abilità comunicative accademiche, lingue e letterature africane, lingua e letteratura inglese, storia, giornalismo e comunicazione di massa e teologia.
I corsi di laurea offerti sono il Diploma in Giornalismo e Comunicazione di Massa e il Bachelor of Arts. Le doppie combinazioni principali sono offerte per il diploma di laurea in scienze umane. La facoltà offre anche il BA attraverso l'istruzione a distanza.

### Facoltà di Scienze e Ingegneria
Tale facoltà è quella principale nella scuola, infatti si trova nel cuore dell'università. La facoltà è suddivisa nei dipartimenti di Chimica, Biologia, Geografia, Scienze e pianificazione ambientale (GEP), Fisica, Ingegneria elettrica, Matematica e Informatica.
I corsi di laurea offerti sono il Bachelor of Science (B.Sc.) e il Bachelor of Engineering (B.Eng.).
La Facoltà di Scienze offre due corsi post laurea che portano al Master of Science (M.Sc.).
La ricerca nella facoltà di scienze si basa su cinque temi: conservazione ambientale, energia, gestione della qualità dell'acqua, scienza computazionale e modellistica matematica e ricerca delle piante medicinali e alimentari indigene. I piani futuri della facoltà sono la creazione di nuovi centri di ricerca per la scienza computazionale e la modellistica matematica, l'energia, la conservazione ambientale e la gestione della qualità dell'acqua.

### Facoltà di Scienze Sociali
La facoltà di scienze sociali è composta dai dipartimenti di Economia, Giurisprudenza, Studi politici e amministrativi, Sociologia, Statistica e Demografia. Il dipartimento di diritto offre l'unico programma di diritto nell'università e nel paese. Il Bachelor of Laws ( LL.B. ) è il principale corso di laurea nel dipartimento di giurisprudenza e un diploma in giurisprudenza viene offerto attraverso la DaD. Non esiste un corso di laurea in giurisprudenza. I restanti dipartimenti offrono corsi di laurea che portano al Bachelor of Arts (Scienze sociali).

### Istituto di Istruzione a Distanza
L'IDE è il principale centro per l'apprendimento a distanza all'università e nel paese. È ospitato nel campus principale presso il centro IDE.

## Studenti illustri
- Patricia McFadden - Scrittrice swazi, professoressa di sociologia e femminista convinta.[16]
- Patrice Motsepe - magnate minerario e milionario sudafricano.[16]
- Lindiwe Sisulu - politica sudafricana.[16]
- Elias Masilela - Amministratore delegato, Società per gli investimenti pubblici del Sudafrica.[16]
- Siyabonga Gama - Direttore della Pan African Association for Port Co-Op (PAPC)[16]
- Naledi Pandor - politica sudafricana.[16]
- Tokyo Sexwale, politico sudafricano e presidente non esecutivo[16]